# 아담 G. 사이먼

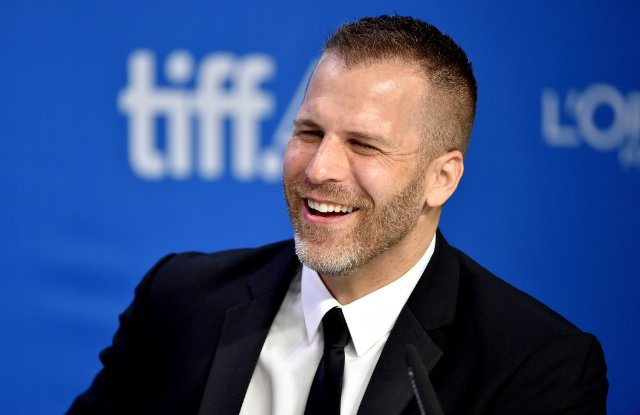

아담 G. 사이먼(Adam G. Simon, 1977년 3월 13일 ~ )은 미국의 배우, 텔레비전 배우이다.
벨플라워에서 태어났다.

## 영화
- 시냅스 (2015년) - 프랭크/나탄 역
- 맨 다운 (2015년)
- 케인 파일 (2010년) - 콥 역